# Felice Herrig
Felice Herrig, född 18 september 1984 i Buffalo Grove, är en amerikansk MMA-utövare som sedan 2014 tävlar i organisationen Ultimate Fighting Championship.